# 摩根·桑松
摩根·桑松（法語：Morgan Sanson，1994年8月18日—）是法國的一位足球運動員，在場上司職中場。現效力法甲球隊尼斯。他曾效力于多支法国球队，包括勒芒、蒙彼利埃、和马赛。他也代表法國青年國家隊參賽。

## 外部連結
- 摩根·桑松 – 法國職業足球聯賽数据 – 支持法语（已存档）
- 摩根·桑松在《隊報》足球中的档案 （法文）
- 法国国家队资料 （页面存档备份，存于） FFF（法国足协）
- {{Soccerway}} template missing ID and not present in Wikidata.